# Circonscription de Ayida Special
La circonscription d'Ayida Special est une des 121 circonscriptions législatives de l'État fédéré des nations, nationalités et peuples du Sud, elle se situe dans la Zone Gamo Gofa. Sa représentante actuelle est Temesgen Zekaryas Tsege.